# کورشون‌چاووش (پوسوف)
کورشون‌چاووش (به ترکی استانبولی: Kurşunçavuş) یک منطقهٔ مسکونی در ترکیه است که در پوسوف واقع شده‌است.